# Клаудија Афанасијева
Клаудија Афанасијева (рус. Кла́вдия Ю́рьевна Афана́сьева; рођена 15. јануара 1996.) је руска атлетичарка, светска рекордерка у брзом ходању на 50 километра. Освојила је златне медаље на европским првенствима за јуниоре и млађе сениоре у тркама брзог ходања на 10.000 м, односно 20 км. Иако никада није била позитивна на кршење антидопинг правила, у мају 2018. суспендована је из међународних такмичења због учешћа у тренинг кампу суспендованог тренера Виктора Чегина.

## Каријера
Афанасијева је почела да се такмичи на националном нивоу 2012. као шеснаестогодишњакиња, завршивши на четвртом месту на зимском првенству Русије у брзом ходању и касније победивши на првенству Чувашке републике. Њено прво међународно такмичење било је 2013. године, када је завршила на 5. месту у трци на 5000 метара на Светском првенству за млађе јуниоре у Доњецку (узраст до 18 година).
2016. године Руској атлетској федерацији је ИААФ забранио учешће на међународним такмичењима због наводног допинговања којег наводно спонзорише држава. То је значило да ниједан руски атлетичар или атлетичарка није смео да учествује на Олимпијским играма или било ком другом међународном такмичењу. 2017. године ИААФ је почела да прихвата ограничен број атлетичара и атлетичарки који тренирају у Русији да се такмиче као неутрални спортисти (под скраћеницом ANA уместо RUS као ознаке државне припадности). Афанасијева је била међу деветнаест изабраних и једина брза ходачица која је добила дозволу да се такмичи на овај начин у трци на 20 километара на Светском првенству 2017. 
На Светском првенству 2017, Афанасијева се такмичила у ходању на 20 км. Била је у првих десет на пролазу на 10 км у пролазном времену 44:10 минута, али је на крају била једна од шест ходачица дисквалификованих због ИААФ правила број 230.6(а) „Поновљено непоштовање дефиниције тркачког ходања“. 
У мају 2018. ИААФ је суспендовала статус Афанасијеве као неутралног спортисте, заједно са још четворо руских брзих ходача. Као разлог суспензије наведено је "учешће у априлском тренинг кампу који је укључивао тренера Виктора Чегина, који је добио доживотну забрану бављења спортом.  То ју је спречило Клаудију да се такмичи на међународним такмичењима, укључујући Светско екипно првенство у брзом ходању 2018. у Кини тог истог месеца, упркос томе што се за то такмичење већ квалификовала. 
Дана 9. јуна 2018, Афанасијева се вратила на такмичења по први пут од 2017. године, победивши у трци на 50 км на првенству Русије у брзом ходању.

## Светски рекорд у ходању на 50 километара
Клаудија Афанасијева је 15. јуна 2019. преходала 50 километара у Чебоксарију за 3:57.08 (три сата, 57 минута, 8 секунди) и тај резултат је актуелни светски рекорд у тој дисциплини.